# Minoru Genda
Minoru Genda (源田実 Genda Minoru?,  Hiroshima, 16 de agosto de 1904 - Matsuyama, Ehime, 15 de agosto de 1989) fue un militar japonés que sirvió en la Marina Imperial japonesa antes y durante toda la Segunda Guerra Mundial.
Destacó especialmente por haber colaborado con el almirante Isoroku Yamamoto en el diseño del plan para el ataque a Pearl Harbor el 7 de diciembre de 1941 por parte de aviones japoneses procedentes de la flota de portaaviones, que supuso la entrada de los Estados Unidos en la guerra.

## Biografía

### Primeros años
Minoru Genda nació en una familia que destacó por los estudios de sus hijos, ya que dos de ellos estudiaron en la Universidad de Tokio. Por su parte, otro de sus hermanos optó por seguir la carrera militar, entrando en la Academia Militar Imperial Japonesa. Minoru, tras realizar sus primeros estudios en Hiroshima, se decidió por la Marina, entrando en la Academia Naval Imperial Japonesa.
En el período anterior a la Segunda Guerra Mundial, Minoru Genda destacó por su entusiasmo por la promoción del arma aérea, a la vez que urgía a sus mandos al estudio de aplicaciones prácticas de su uso en combate.

### El ataque a Pearl Harbor

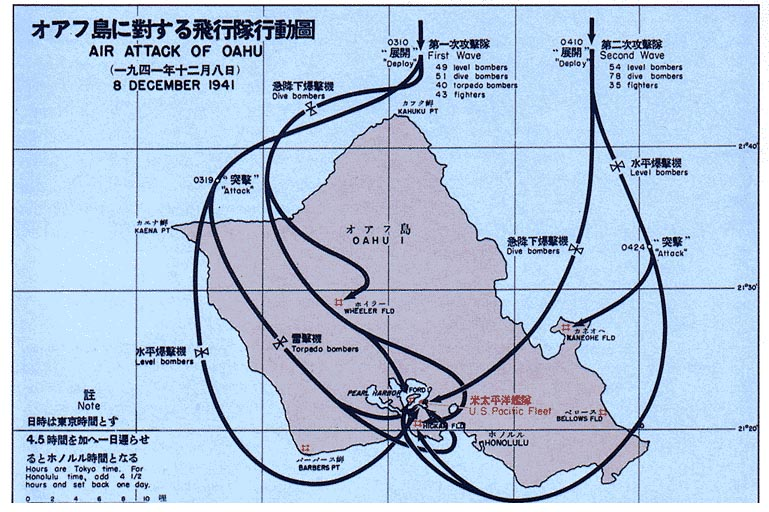
Mapa que muestra cómo se desarrolló el ataque a Pearl Harbor. Las dos oleadas de ataque aéreo japonés se aproximaron desde direcciones diferentes. El radar estadounidense que los detectó a una distancia de 200 millas (320 km) estaba en el extremo superior de este mapa.

En febrero de 1941 el almirante Yamamoto le envió una carta a Genda, entonces miembro de la plana mayor de la Primera División Aérea y que estaba considerado como el mejor piloto de la Armada Imperial Japonesa, en la que le pedía que «investigara pormenorizadamente la viabilidad de un plan de ataque» con aviones a Pearl Harbor, reconociendo que «no sería fácil llevar a cabo algo así». Dos meses después Yamamoto recibió la contestación redactada por el contraalmirante Takijiro Onishi, jefe de la Undécima División Aérea, que le decepcionó porque Onishi y Genda sólo hablaban de bombardeos en picado y en altura y habían descartado el uso de torpedos lanzados desde los aviones debido a la escasa profundidad de las aguas de Pearl Harbor —los torpedos japoneses necesitaban unos treinta metros para no incrustarse en el fondo y dirigirse hacia su objetivo, mientras que la profundidad media en Pearl Harbor era de doce metros—. Pero Yamomoto insistió en que era posible el ataque con torpedos y respondió que habría que mejorarlos y entrenar a los pilotos en su uso. Yamamoto y Genda se conocían desde 1933, cuando Genda estuvo destinado a bordo del portaaviones Ryujo. 
Genda y Onishi se pusieron a trabajar en la solución de los problemas que planteaba el uso de torpedos. Con la ayuda de los técnicos consiguieron reducir drásticamente la profundidad a la que tenían que hundirse para poder dirigirse al blanco, y adiestraron a los pilotos para volar muy bajo y disminuir así la posibilidad de que los torpedos se empotrasen en el fondo marino cuando eran lanzados desde los aviones. En septiembre comenzaron los ejercicios de simulación bélica en la bahía de Kinko, en Kagoshima, elegida por su parecido con Pearl Harbor. Ninguno de los pilotos que participaron, excepto Genda y Onishi, sabían cuál era el objetivo. A finales de septiembre el plan de ataque a Pearl Harbor ya estaba listo. El 20 de octubre fue aprobado por el Estado Mayor de la Armada Imperial.
El ataque a Pearl Harbor del 7 de diciembre resultó coronado por el éxito: las fuerzas japonesas sólo perdieron 64 hombres, un submarino y cinco submarinos de bolsillo. De los 441 aviones nipones disponibles, 350 tomaron parte en el ataque y 29 fueron derribados durante el desarrollo de la batalla, con lo que parecía que el audaz plan de Yamamoto había logrado sus objetivos. Sin embargo, los hechos demostraron a la larga que la victoria no había sido una amplia victoria estratégica, sino tan sólo una pequeña victoria táctica que de pasada terminó con el concepto del acorazado como arma principal para siempre, y que además provocó la entrada en la guerra de la primera potencia económica mundial.
Genda participó durante los años siguientes en diversas batallas por todo el teatro de operaciones del Pacífico, logrando sobrevivir a la guerra.

### Años posteriores a la guerra
Acabada la Segunda Guerra Mundial con la rendición japonesa, Genda prosiguió su carrera en la Fuerza Aérea de Autodefensa de Japón (entre 1954 y 1962), alcanzando el rango de General de división (Kūshō（空将）).
Tras retirarse del ejército, fue diputado en el Parlamento japonés entre 1962 y 1986 en las filas del Partido Liberal Democrático (PLD), el principal partido japonés de ideología conservadora.